# Zariba

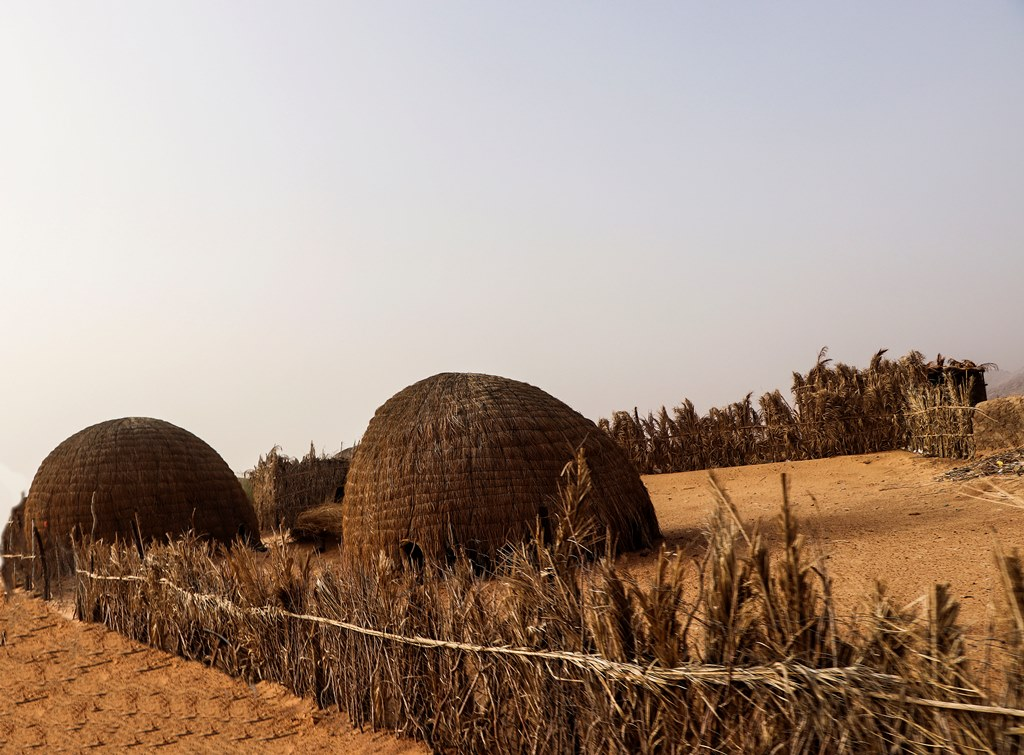
Een zariba rond twee tikitts in Mauritanië

Een zariba (ook zareba of zareeba) was een versterkte nederzetting in Afrika, veelal met doornstruiktakken versterkt. Het is een benaming uit Noordoost-Afrika, afgeleid van het Arabische zarība. Zariba's werden gebruikt door slavenhandelaars om slaven tijdelijk gevangen te zetten tot het moment van verder transport.